# Höllenbek (Alster)

Masos al marge del riu

|  | Per a altres significats, vegeu «Hollenbek». |

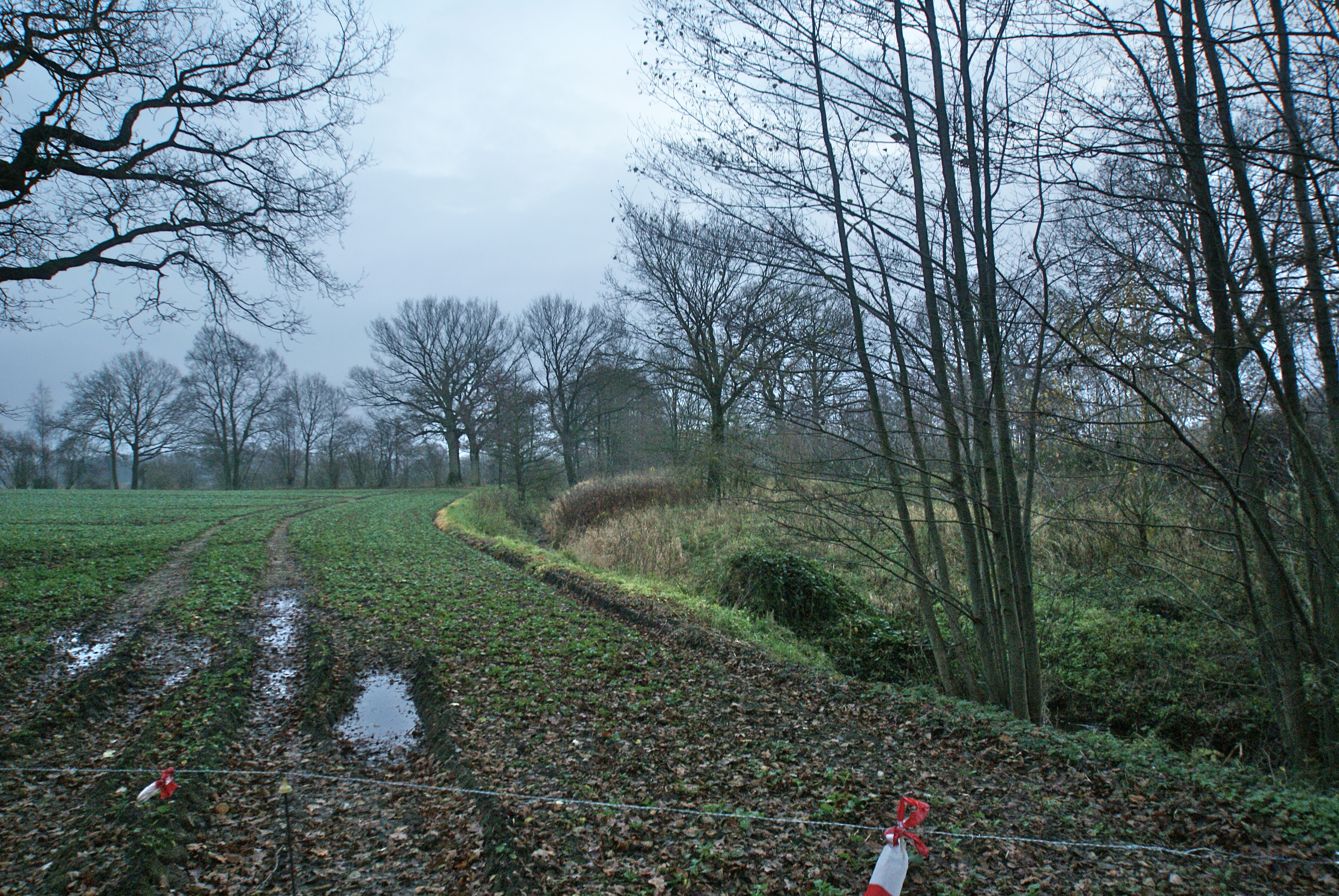
La vall del riu

L'Höllenbek és el tercer afluent del riu Alster a Alemanya. Neix al nucli Götzberg del municipi de Henstedt-Ulzburg al districte de Segeberg. Desemboca a l'Alster a la reserva natural Oberalster Niederung. L'ajuntament s'encarrega del seu manteniment.

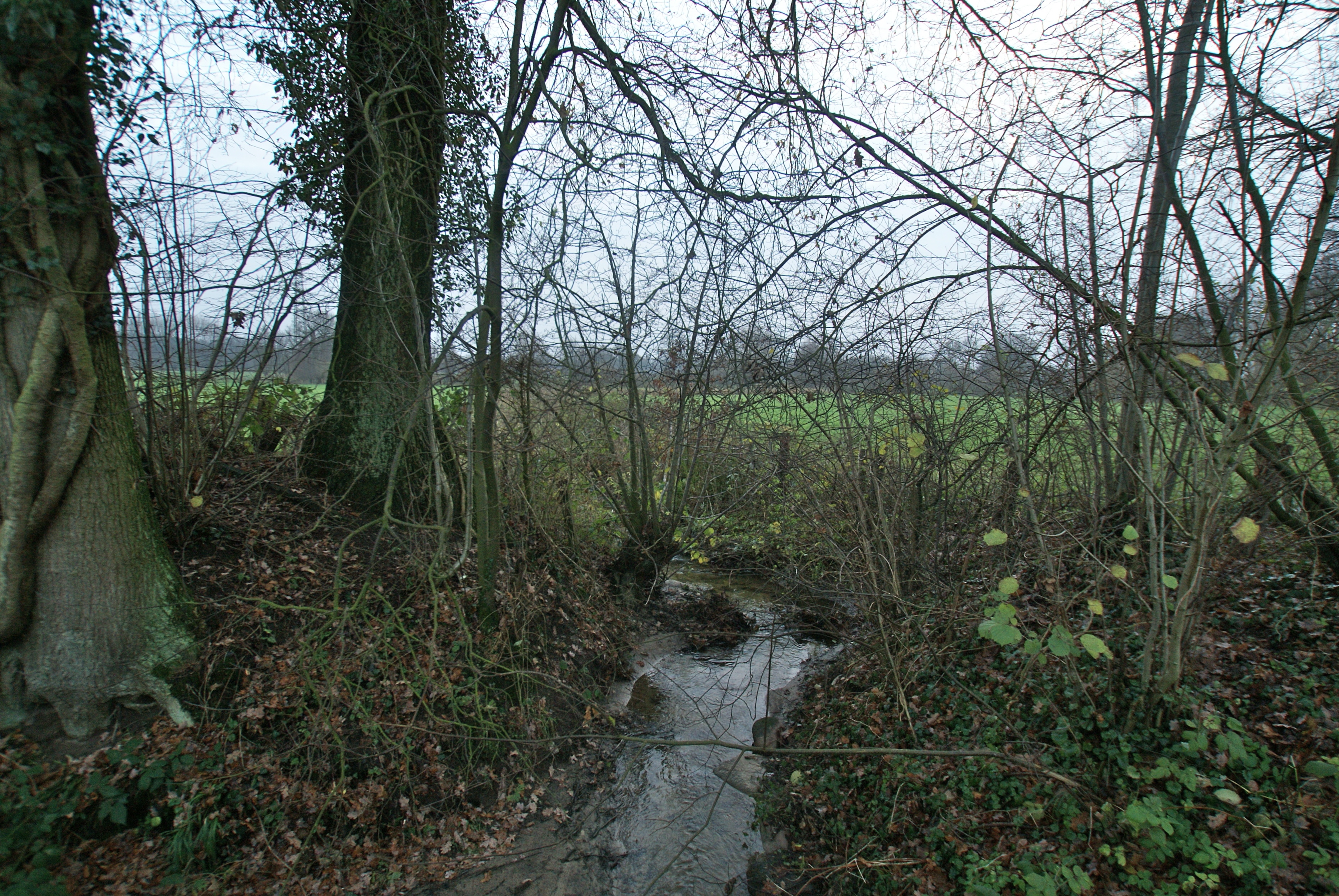
El riu al carrer Achterkoppel
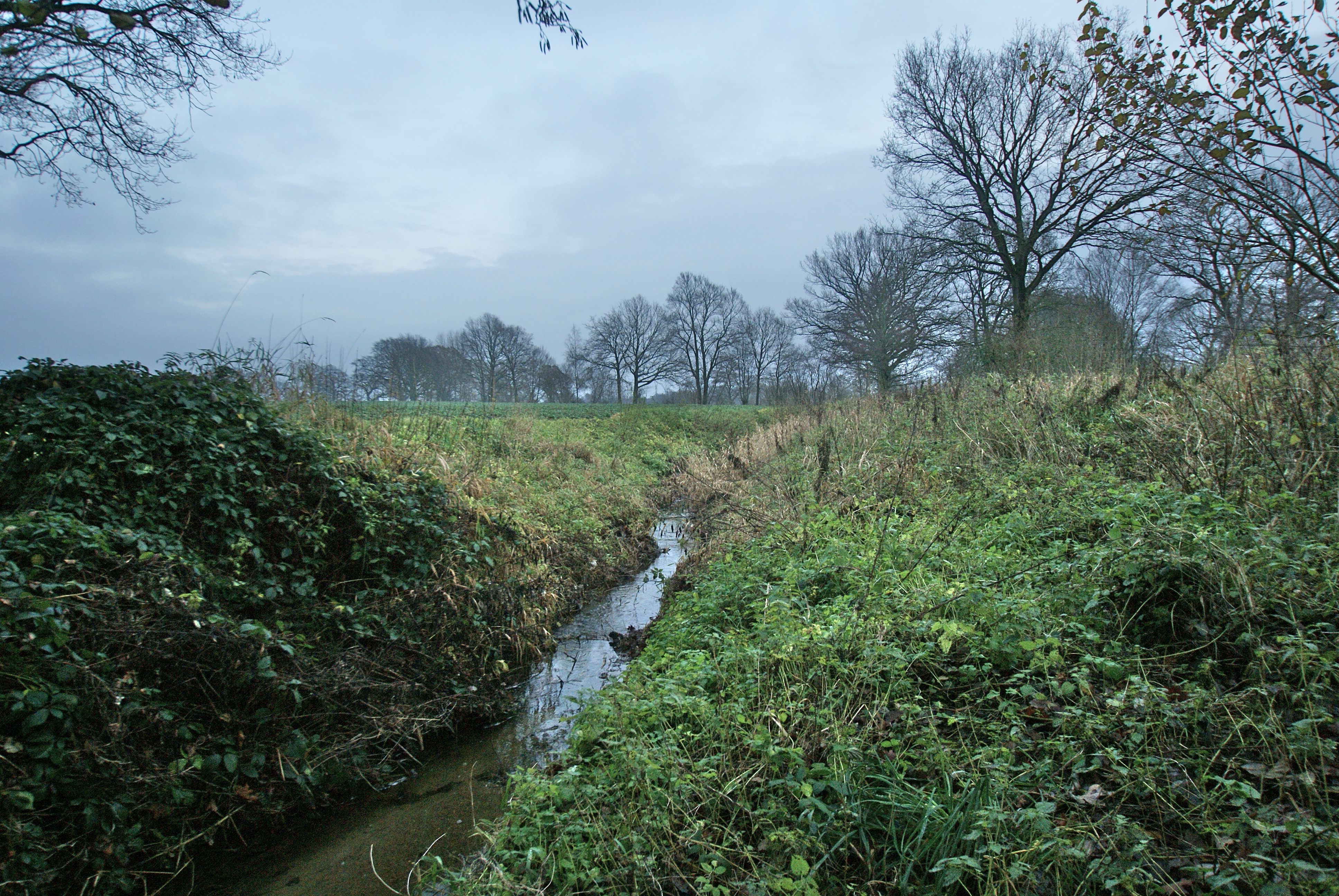
Al carrer Wohlderweg en dirreció nord
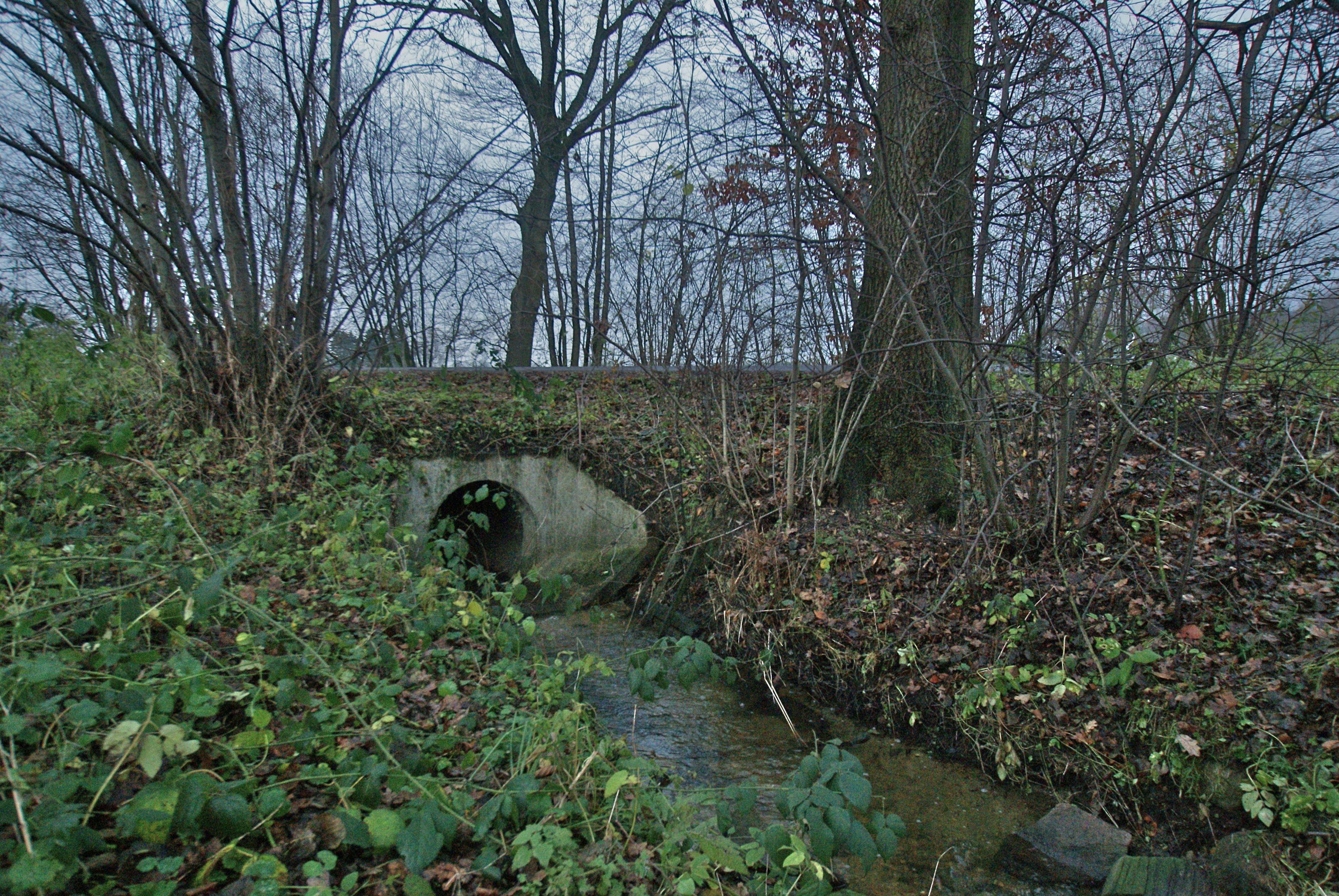
El riu surt davall el carrer Wohlderweg
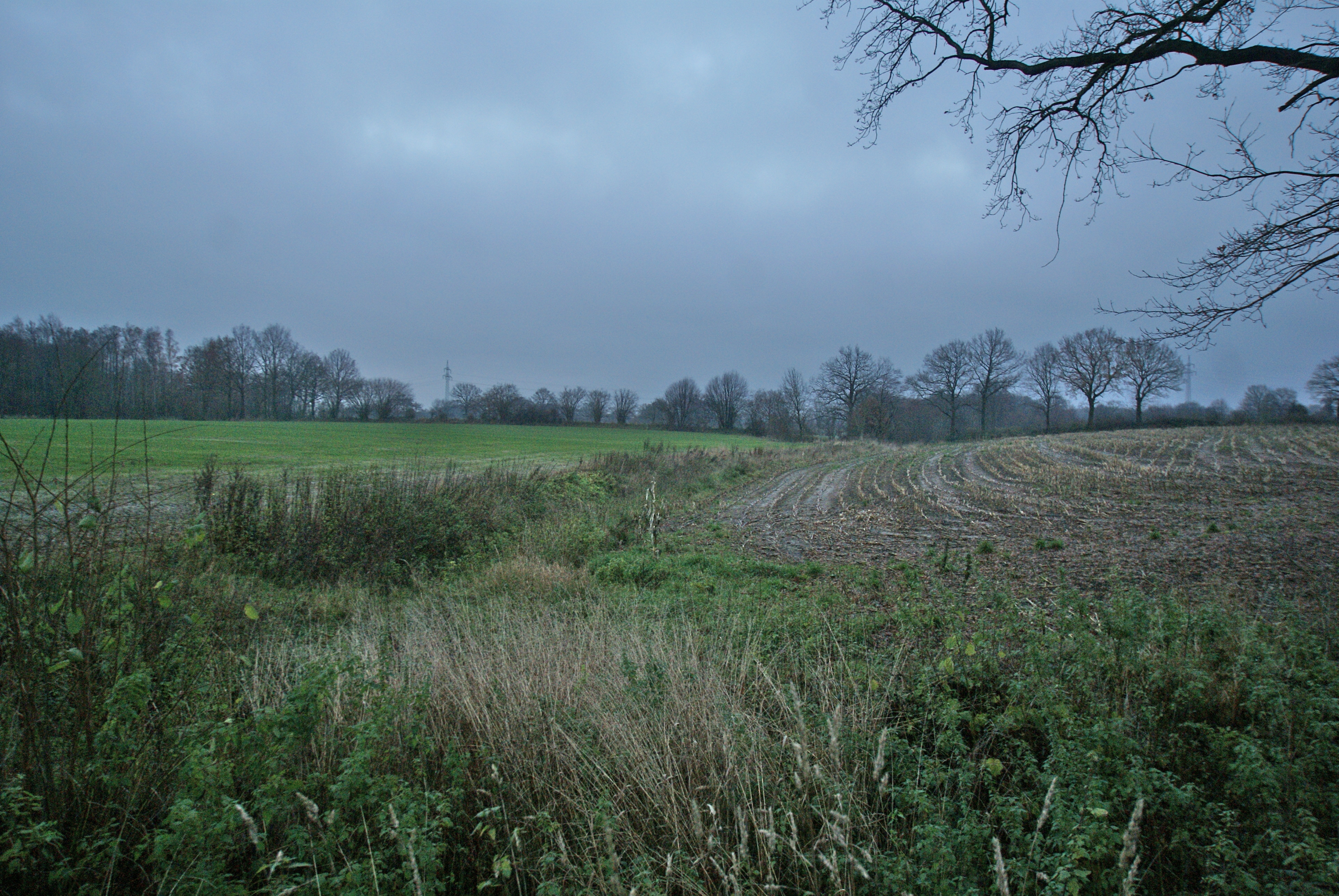
Panorama de la vall del riu

1. ↑  Zuständigkeit für die Reinigung der Alster und der nachfolgenden Gräben Arxivat 2013-11-12 a Wayback Machine. Niederschrift über die Sitzung des Umwelt- und Planungsausschusses 34/2003-2008 el 5 de febrer 2007